# Duraczów (Końskie)
Pour l’article homonyme, voir Duraczów (Kielce).
Duraczów est une localité polonaise de la gmina de Stąporków, située dans le powiat de Końskie en voïvodie de Sainte-Croix.